# Baran bo Odar

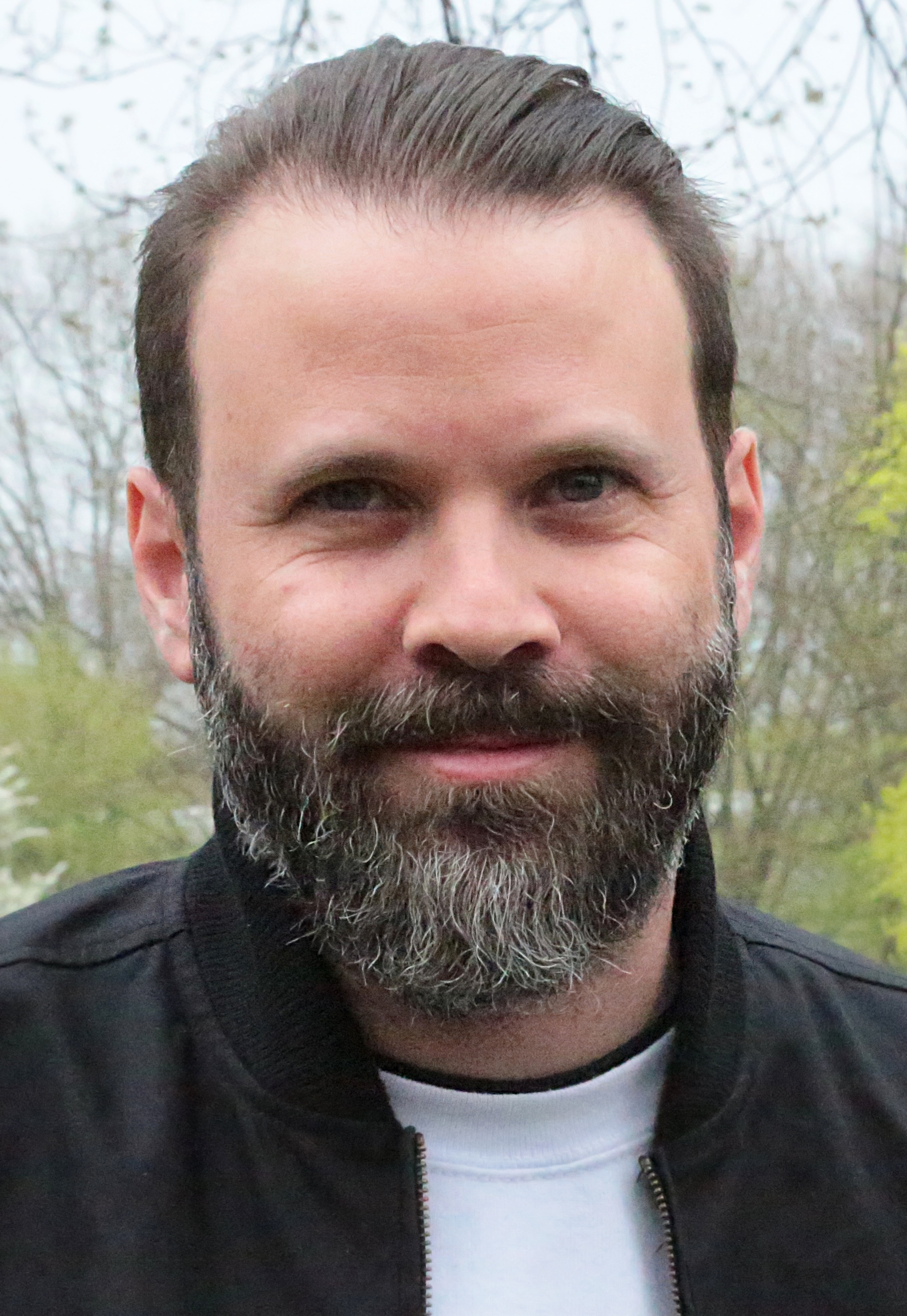
Baran bo Odar bei der Verleihung des Grimme-Preises 2018

Baran bo Odar (eigentlich: Baran Veli Odar; * 18. April 1978 in Olten, Kanton Solothurn, Schweiz) ist ein deutscher Regisseur und Drehbuchautor.

## Leben
Baran bo Odar wurde „in der Schweiz geboren, [ist] aber kein Schweizer.“ Sein bürgerlicher Name ist Baran Veli Odar. Väterlicherseits ist er russisch-tatarischer Abstammung, seine Mutter ist türkischer Herkunft.
Sein Vater arbeitete in der Schweiz als Chemiker für die Atomindustrie, seine Mutter ist Apothekerin. Seine Kindheit und Jugend verbrachte Baran bo Odar in Erlangen, wo er am Albert-Schweitzer-Gymnasium sein Abitur erlangte. Nach dem Zivildienst studierte er von 1998 bis 2006 an der Hochschule für Fernsehen und Film München (HFF). An der Hochschule lernte er Jantje Friese kennen. Der Kurzfilm Quietsch, den er während seines Studiums filmte, wurde auf der Berlinale veröffentlicht. Sein 60-minütiger Abschlussfilm Unter der Sonne wurde 2006 für den Filmfestival Max Ophüls Preis nominiert.
Nach seiner Studienzeit beschäftigte er sich zunächst mit der Produktion von Werbespots, Musikvideos und Kurzfilmen. Sein Kinofilm-Debüt feierte er 2010 mit Das letzte Schweigen, das zuerst auf der Piazza Grande auf dem Filmfestival in Locarno gezeigt wurde. Dies brachte ihm 2011 Aufsehen im Branchenblatt Variety als einen Regisseur, den man beobachten sollte.
Baran bo Odars Film Who Am I – Kein System ist sicher war ein Erfolg und brachte ihm Aufmerksamkeit aus Hollywood. Warner Brothers erwarb die Rechte an einer Neuverfilmung des Films.
Im Sommer 2015 drehte er Sleepless – Eine tödliche Nacht, eine Neuverfilmung des französischen Thrillers Sleepless Night – Nacht der Vergeltung (Nuit blanche), als seinen ersten Film in den USA. Der Actionthriller mit Jamie Foxx in der Hauptrolle kam im Januar 2017 in die Kinos. Nach Sleepless begann er mit der Arbeit an Dark, der ersten in Deutschland für Netflix gedrehten Serie. Daraufhin drehte er die erste Staffel der Serie 1899, welche auch auf Netflix veröffentlicht wurde.

## Filmografie (Auswahl)
- 2005: Quietsch (Kurzfilm)
- 2006: Unter der Sonne
- 2010: Das letzte Schweigen
- 2014: Who Am I – Kein System ist sicher
- 2017: Sleepless – Eine tödliche Nacht (Sleepless)
- 2017–2020: Dark (Fernsehserie, 26 Folgen)
- 2022: 1899 (Fernsehserie)